# Langlade, Gard
Langlade är en kommun i departementet Gard i regionen Occitanien i södra Frankrike. Kommunen ligger i kantonen Sommières som tillhör arrondissementet Nîmes. År 2022 hade Langlade 2 297 invånare.

## Befolkningsutveckling
Antalet invånare i kommunen Langlade
Referens:INSEE